# 平邑站
平邑站，位于中华人民共和国山东省临沂市平邑县平邑街道，是兖石铁路上的火车站，建于1983年，由济南局集团管辖。

## 歷史
- 建于1983年。

## 业务办理
客运办理旅客乘降，行李，包裹托运业务。货运办理整车货物发到业务。危险货运仅办理农药，化肥发到业务。

## 車站周邊
- 中国人民银行平邑县支行工会委员会
- 平邑四小
- 平邑县气象局
- 中国建设银行平邑支行
- 派克森发型研究中心
- 中国农业银行平邑县支行
- 平邑建筑设计院
- 平邑县农机局
- 平邑县盐务局
- 平邑县地质矿产局
- 平邑县流通业发展局
- 中国邮政储蓄银行平邑县城东营业所

## 外部連結
- 中国铁路客户服务中心 （页面存档备份，存于）